# Manuel Tato
Manuel Tato (5 de marzo de 1907 - 12 de agosto de 1980) fue un prelado de la Iglesia católica. Fue obispo auxiliar de la arquidiócesis de Buenos Aires desde 1948 y hasta 1961, cuando fue designado obispo de la diócesis de Santiago del Estero.

## Expulsión
Entre sus actividades estuvo la organización de la marcha de Corpus Christi del sábado 11 de junio de 1955, en la que participaron varios miles de personas, incluyendo algunos de los miembros de la Armada que, días después, bombardearon la Plaza de Mayo. Según el historiador Horacio Rivara, Tato aprovechó la organización de la marcha, para realizar una demostración del poder, tanto de la Iglesia y como de la oposición. La marcha y el agravamiento del enfrentamiento con Juan Domingo Perón, convenció a jóvenes pilotos e infantes de Marina de sumarse a la conspiración y adelantar al 16 de junio el ataque previsto para más adelante. El lunes 13 de junio ambas cámaras del Congreso entraron en sesión extraordinaria para repudiar a la Iglesia:

El país ha vivido el 11 de junio de 1955 el día de vergüenza y oprobio más grave de su historia... Son las oscuras fuerzas de la reacción las que han jalonado esta serie de oprobios y traiciones para torcer el rumbo de la nave. Son las oscuras fuerzas de la reacción las que nuevamente pretenden desviar la trayectoria luminosa del Justicialismo.
Ramón Albariño, presidente provisional del Senado, 13 de junio de 1955.

Este conglomerado traidor ha colmado la medida de la tolerancia e hidalguía de nuestro generoso pueblo, y en un desborde de prepotencias, con el resguardo cobarde del anonimato de sus inmediatos responsables, al acecho de circunstancias propicias a sus fines terroristas, ha mancillado nuestra tradición histórica realizando actos cuya ejecutoria está reñida hasta con la Ley Divina. Apoyar las hordas clericales es traicionar a la Patria...
Ilda Pineda de Molins, senadora por Buenos Aires, 13 de junio de 1955.

Mientras la víbora anda por el pajonal y los yuyos es difícil perseguirla, pero si sale al camino limpio no tiene defensa y se puede terminar para siemrpe con la amenaza que significa su peligrosa ponzoña. Estos elementos que viven bien y al reparo de sus guaridas han cometido el mismo error que suele cometer la víbora: han salido a la luz del día, y la indignación popular los aplasta con el peso de su desprecio ¡Que tengan cuidado! Que se vuelvan a sus cuevas, para que no les pase lo que a la víbora y queden aplastados en el medio del camino...
Vicente Bernabé Brizuela Neto, senador por La Rioja, 13 de junio de 1955.

La Ciudad de Buenos Aires ha sido testigo silencioso y mudo del desenfrenado odio que anida en el instinto perverso, bárbaro y primitivo de la antipatria, conglomerado de bestias con conformación humana ... en sinisestro concubinato con los falsos ministros de la Iglesia Católica, a quienes el pueblo ha calificado inequívocamente como "los cuervos de Dios".
María Rosa Calviño de Gómez, senadora por Capital Federal, 13 de junio de 1955.

Ahora que el clero ha decidido mostrar el lobo que escondía bajo sus pieles de cordero, aliándose de nuevo públicamente con la oligarquía para resucitar una nueva Unión Democrática clerical y oligárquica, no voy a eludir la responsabilidad de poner las cosas en su justo lugar.
Juan Domingo Perón, 13 de junio de 1955.

Al día siguiente los obispos Tato y Novoa fueron llamados a Roma, en tanto la justicia argentina sin orden judicial, los requería para investigar la participación en los bombardeos de plaza de mayo
 La relación entre Perón y la Iglesia católica se resintió severamente, al punto de que el entonces presidente fue excomulgado speciali modi, reservada, conforme a la declaración de la Santa Congregación del 16 de junio de 1955 (Acta Apostolicae Sedis, Vol XXII, p.412).
A posteriori del bombardeo el gobierno creyó ver en monseñor Manuel Tato y Ramón Novoa los vínculos entre militares y civiles golpistas. Tras la instauración de la dictadura autodenominada Revolución Libertadora retornaron al país.

## Episcopado titular
El 11 de julio de 1961 fue designado obispo diocesano de Santiago del Estero por parte del pontífice Juan XXIII: durante su episcopado se ordenaron 15 sacerdotes, 13 santiagueños y 2 extranjeros. Se esforzó por promover la llegada de sacerdotes extranjeros, trayendo algunos desde Estados Unidos, Alemania e Italia. También hizo construir cinco colegios secundarios y tres institutos terciarios. En julio de 1976 convenció a las autoridades provinciales para que re-instalaran la enseñanza religiosa en las escuelas públicas de la provincia.
Como obispo consagró a Antonio María Aguirre, obispo de San Isidro, y a Juan José Iriarte, obispo de Reconquista.
Murió el 12 de agosto de 1980.

## Escudo
«El Escudo tiene en su centro el símbolo de la Virgen representada por las doce estrellas y la Corona con el fondo azul. Las 12 estrellas también representan los 12 apóstoles que junto con el barco de la parte inferior representan la Iglesia en su misión evangelizadora todo esto en el nombre de Cristo Jesús.»